# 法人会
法人会（ほうじんかい）は、日本各地の中小企業や個人事業主を会員の対象とした非営利団体組織。納税者団体であり、雇用者団体としての側面もある。
税務署の管轄地域毎に社団法人（地域法人会）として存在する。それを束ねる中央組織として公益財団法人全国法人会総連合（全法連）がある。
事業所得によって生じる法人税・消費税の納付勧奨・啓発、セミナー・会合の開催を主な活動としている。
なお、一般社団法人倫理研究所による「倫理法人会」とは全くの別団体。

## 概要
中小企業に対して、戦後導入された申告納付課税制度による法人税・消費税納付手続きを支援し、納税意識の向上（日本国憲法第30条で規定されている『納税の義務』の達成）による企業と社会の発展を目的に、各地で任意団体として設立された。1989年頃より順次社団法人化となる。
会員である中小企業や個人事業主に対して、『税務研修会』といった経営と税金に関する勉強会や、経営者の自己啓発を目的とした講演会・交流会合の開催を主な事業としている。また、法人税と消費税のあり方についての税制改革要望を国政へ提言する活動や、国家財政面で法人税・消費税の役割を理解するための一般向けパンフレットの製作・頒布なども行っている。
地域によっては商工会やロータリークラブ、ライオンズクラブと同等に地域社会貢献活動なども行われる。
全国法人会総連合によると、41都道県に441の会を擁し、会員企業は約80万社にのぼる。なお、大阪国税局管内の近畿地方6府県には法人会が存在しないが、類似する団体として「納税協会」がある。
会員企業向けにさまざまなリスクをカバーする法人会独自の制度として、大同生命保険・AIG損害保険・アメリカンファミリー生命保険による福利厚生制度が用意されている。

### 青年部会
青年部会は、50歳定年制を採用している。